# IC 5196
IC 5196 је спирална галаксија у сазвјежђу Тукан која се налази на листи објеката дубоког неба у Индекс каталогу.
Деклинација објекта је - 65° 24' 17" а ректасцензија 22h 20m 11,3s. Привидна величина (магнитуда) објекта IC 5196 износи 14,7 а фотографска магнитуда 15,4. IC 5196 је још познат и под ознакама ESO 108-25, IRAS 22165-6539, PGC 68591.